# Wysoki Komisarz ZSRR w Niemczech
Wysoki Komisarz ZSRR w Niemczech (niem. Hoher Kommissar der UdSSR in Deutschland, ros. Верховный комиссар СССР в Германии) – funkcja i tytuł sprawowana w latach 1953-1955 w Niemczech równolegle przez ówczesnego ambasadora tego kraju w Niemieckiej Republice Demokratycznej Władimira Siemionowa, byłego doradcę politycznego generała Wasilija Czujkowa.
Urząd Wysokiego Komisarza ZSRR w Niemczech (Amt des Hohen Kommissars der UdSSR in Deutschland) powołano po śmierci Józefa Stalina i po rozwiązaniu działającej w okresie 1949–1953 Radzieckiej Komisji Kontroli w Niemczech (Sowjetische Kontrollkommission – SKK, Советская контрольная комиссия в Германии), wcześniej – w latach 1945–1949 Radzieckiej Administracji Wojskowej w Niemczech (Sowjetische Militäradministration in Deutschland, Советская военная администрация в Германии).
Aparat Wysokiego Komisarza ZSRR w Niemczech odegrał kluczową rolę w tłumieniu masowych protestów antyrządowych, które rozpoczęły się w Berlinie i objęły całą NRD w czerwcu 1953. Został rozwiązany w 1955, po podpisaniu umowy 20 września z NRD w sprawie uznania suwerenności NRD. W przyszłości, kontrolę nad działalnością władz NRD prowadziła Ambasada ZSRR przy wsparciu stałej obecności grupy wojsk radzieckich w Niemczech.

## Siedziba
Komisja mieściła się w Ambasadzie ZSRR w Berlinie przy Unter den Linden 63-65.